# Katastrofa kolejowa w Yanga
Katastrofa kolejowa w Yanga, do której doszło 21 czerwca 2010 w kongijskiej wsi Yanga, 60 km od Pointe-Noire. W katastrofie zginęło 76 osób, 745 zostało rannych.
Do tragicznego wypadku doszło około 60 km od Pointe-Noire. Cztery wagony pociągu relacji Pointe-Noire - Brazzaville nagle wypadły z torów i runęły w przepaść. Nie wiadomo ilu pasażerów znajdowało się w wagonach. Podczas akcji ratunkowej z wagonów wydobyto co najmniej 50 ciał. Oficjalnie władze ogłosiły, że w katastrofie zginęło 76 osób. Pasażerowie każdego z wagonów odnieśli obrażenia. W sumie rannych zostało 745 osób.